# Route 405 (Terre-Neuve-et-Labrador)
Pour les articles homonymes, voir Route 405.
La route 405 est une route tertiaire de la province de Terre-Neuve-et-Labrador d'orientation ouest-est, située dans le sud-ouest de l'île de Terre-Neuve, 95 kilomètres de route au nord de Channel-Port aux Basques. Elle est une route faiblement empruntée, reliant la Route Transcanadienne, la route 1, à St. Fintan's et à Highlands, après avoir courbé à 90° à deux reprises. Elle est nommée Highlands Road alors qu'elle suit le golfe Saint-Laurent, mesure 16 kilomètres, et est une route asphaltée sur l'entièreté de son tracé.

## Communautés traversées
- St. Fintan's
- Lock Leven
- Highlands